# Landsvägstjärnen, Hälsingland
Landsvägstjärnen är en sjö i Ljusdals kommun i Hälsingland och ingår i Ljusnans huvudavrinningsområde.